# Merton kerület
Merton kerület London délnyugati részén fekvő kerület.

## Fekvése
A kerületet nyugaton Kingston upon Thames, északon Wandsworth és Lamberth, nyugaton Croydon, délen Sutton határolja.

## A kerület története
1236-ban III. Henrik az itteni rendházban találkozott báróival, hogy megállapodjanak a mertoni rendeletről, mely a modern angol szokásjog egyik legfontosabb előzménye. A király magával vitte Eleanor királynét is, akit még ugyanebben az évben itt koronáztak meg. VI. Henrik az utóbbi ezer évben az egyetlen olyan király, kit nem a westminsteri székesegyházban koronáztak meg. Az ő koronázási szertartását nem ott, hanem 1437-ben a mertoni kolostorban tettek meg királynak. Itt tanult Thomas Becket és Nicholas Brakespeare, az egyetlen angol római pápa. IV Adrián néven. Ő adományozta II. Henriknek 1155-ben az Ír Lordságot. Szintén itt tanult Walter de Merton, Anglia későbbi lordkancellárja Rochester püspöke. A másik dolog, ami őt ismertté tette az az, hogy 1264-ben ő alapította a Merton College-ot az Oxfordi Egyetemen. A folyóparti apátságot 1538-ban VIII. Henrik a legtöbb kolostorral együtt ezt is megszüntette.
Nem sokkal ezt követően a terület királyi felügyelet alól a sikeres kereskedők kezébe került. Az ipar gyorsan fejlődött a Wandle partján, melynek gyorsan folyó vize elegendő energiát termelt a bányászat folytatásához, Malmok, dohány-, réz-, vas-, bőr- és festékgyárak sorban költöztek erre a területre, a Mitcham Bridge és a Phipps Bridge környékére. 1750-re, Merton Abbey és Mitcham vált a pamutnyomás központjává Angliában. A Wandle völgy növekvő termelése hozta el a világon az első közforgalmi ló vontatta vasút, a Surrey vasútvonal megépítéséhez, amit 1803-ban nyitottak meg.
1881-ben William Morris gyárat nyitott Merton Abbeyben, ahol kiváló minőségű nyomott és szőtt ruhákat, katedrálisok ablaküvegeit, bútorokat, faliszőnyegeket és kárpitokat gyártottak. Morris a Művészeti és Ipari Mozgalom (Arts and Craft Movement) megalapítójaként is ismertségre tett szert. Ez a mozgalom visszautasította az ipari korszak tömegszerű termelési technikáját. Cége 1940-ig folytatta a kereskedelmet.
Szintén Abbey Mills volt Arthur Liberty, egy másik kiváló Viktória-korabeli ember a híres Liberty's bolt megalapítójának a lakóhelye. A Liberty több száz méter kézzel nyomott selymet gyártott, ami a Libertyt köznévvé tette, annyira jellemzővé vált ezen a piacon.
Nelson admirális 1801-ben a Merson High Streetről a Merton Place House-ba költözött. Szerette mertoni otthonát, melyről a Trafalgarba indulása előtt naplójába a következőket írta: "Fél tizenegykor elindultam a számomra olyannyira kedves Mertonból ahol otthagytam és ott őrzöm az összes kedves dolgot ami ezen a világon található, és elindultam szolgálni királyomat és az országot". A mélyen tisztelt tengerész már csak 1805-ben, halála után tért vissza szülőföldjére. Lord Nelson admirális Merton Parkba, a 12. századi St Mary's Churchben nyugszik.
London dzsentri lakossága, amint a vasút elérte a kerület, elkezdett Mertonba költözni. Sok, az 1876-ban nyílt Elyshez hasonló bolt nyílt itt, hogy kiszolgálják az itt lakók ízlését. 1868-ban itt, a Worple Roadon alakult meg az All England Croquet Club. Nevét később, 1877-ben változtatták a mai világszerte ismert All England Croquet and Lawn Tennis Clubra, székhelyüket pedig áthelyezték a Church Roadra. Ahogy London egyre inkább a világ legnagyobb városává nőtte ki magát, úgy nőtt Merton is.
A villamos Mitchamt és Wimbledont 1906-ban, illetve 1907-ben érte el. A buszok először 1914-ben vettek fel utasokat a Raynes Parknél, kiket egészen a Liverpool Streetig szállított. A metró 1926-ban érte el Colliers Woodot, South Wimbledont és Mordent. Ezek a közlekedési eszközök a századfordulón farmokkal teli 1.000 fős Mertont harminc év alatt egy 12.618 fős kertvárosi területté varázsolták.
A második világháború tetemes károkat okozott a kerületben. Nagy kereslet mutatkozott a házak felújítására, valamint új lakóövezetek épültek a Phipps Bridge-nél, Pollards Hillen és a High Pathen Wimbledonban. A háborút követő felújítások fájdalmasan lassan folytak, és az élelmiszerhiány egészen 1956-ig eltartott. Az újjáépítési tervek emlékezetesen sikeresek voltak. II. Erzsébet 1953-as megkoronázása egy új időszak elejét jelentette
A gazdagság 1965-ben érte el a kerületet, mikor a Londonhoz való csatlakozás újabb lökést adott az itteni gazdaságnak. Öt városközpont csatlakozott, s így alakult meg a ma ismert Meron. Ezek a részek: Colliers Wood, Mitcham, Morden, Raynes Park és Wimbledon. Ezek elsősorban lakónegyedek, mindegyik külön bevásárló és kereskedelmi központtal. Az emberek kikapcsolódását színházak, mozik, agárversenyek, a labdarúgócsapatok, a nemzetközi teniszverseny és a világ legrégebbi krikettpályája biztosítják.

## Népessége
| Lakosok száma | 200 500 | 202 200 | 204 600 | 206 186 | 214 709 |
|               | 2011    | 2012    | 2015    | 2018    | 2022    |

## Merton részei
- Bushey Mead
- Colliers Wood
- Copse Hill
- Cottenham Park
- Lower Morden
- Merton Park
- Mitcham
- Morden
- Morden Park
- Motspur Park
- Phipps Bridge
- Pollards Hill
- Raynes Park
- St.Helier
- South Wimbledon
- Summerstown
- West Barnes
- Wimbledon
- Wimbledon Park

## Tények
2001-ben a népszámlálás adatai szerint a lakosság 25%-a tartozik valamilyen etnikai kisebbséghez. Legnagyobb az arányuk a kerület keleti részében. Előrejelzések szerint arányuk növekedni fog a következő évtizedben.
A tanács 2004-ben készített összehasonlító felmérése szerint a leginkább hátrányos választási körzetek a kerület déli és keleti részén találhatók, ahol a legrosszabb volt a munkanélküliségi ráta, az iskolai végzettség mértéke és az egészségügyi helyzet a legrosszabb. A legtehetősebb részei a kerületnek az északi és nyugati részek voltak.
Összehasonlító elemzések szerint nem mutatható ki szignifikáns korreláció a szegénység és a bűnözési statisztikák összetétele között. A wimbledoni és a mitchami városközpontoknál található választási körzetekben magasabb a bűnözési mutató, míg Colliers Wood and South Wimbledon kisebb kereskedelmi központjainál.
Londoni és országos szinten nézve mind a szegények aránya, mind a bűnözési ráta alacsony.

## A tanács politikai összetétele
A 2006 májusában tartott helyi választásokon a Munkáspárt 1990 óta most először vesztette el a kerületben az irányító pozíciót. Ezt megelőzően az 1971 és 1974 közötti ciklust leszámítva mindig a konzervatívok irányították a kerületet. Most egyik pártnak sincs befolyásos ereje, az összetétel a következő:
- Konzervatív Párt: 30
- Munkáspárt: 27
- Merton Park Lakosai: 3

A kerületek pártok szerinti megoszlása szinte egybeesik a körzetek parlamenti képviseleti eloszlásával. A déli és keleti, Mitcham and Morden választókerületbe eső területeket Siobhain McDonagh munkáspárti képviselő képviseli a parlamentben. Az északi és nyugati Wimbledon kerület képviselője a konzervatív Stephen Hammond.
Csak a délnyugati Lower Mordenben van eltérés a közgyűlési és a parlamenti képviselő pártállása között. Ez a terület a munkáspárti Mitcham and Morden parlamenti választási övezetbe tartozik, de a helyi képviselő konzervatív.
Megalakulásától kezdve a következő emberek vezették a kerületi tanácsot::
- 1965-71 Vincent Talbot (Konzervatív)
- 1971-74 Dennis Hempstead (Munkáspárti)
- 1974-75 Vincent Talbot (Konzervatív)
- 1975-80 Allan Jones (Konzervatív)
- 1980-88 Harry Cowd (Konzervatív)
- 1988-90 John Elvidge (Konzervatív)
- 1990-91 Geoff Smith (Munkáspárti)
- 1991-97 Tony Colman (Munkáspárti)
- 1997-99 Mike Brunt (Munkáspárti)
- 1999-2000 Philip Jones (Munkáspárti)
- 2000-01 Peter Holt (Munkáspárti)
- 2001-06 Andrew Judge (Munkáspárti)
- 2006- David Williams (Konzervatív)

A leghosszabb ideje a tanácsban helyet foglaló képviselő jelenleg Sheila Knight akit először 1964-ben választottak meg, majd 1971 óta megszakítás nélkül a tanács tagja.

## Külső hivatkozások
- Mertoni Tanács (angolul)
- Merton – Merton 20 választási kerületének jellemzése (angolul)